# Glandorf
Glandorf är en kommun och ort i Landkreis Osnabrück i förbundslandet Niedersachsen i Tyskland.